# Ramón Folch van Cardona
Ramón Folch van Cardona en Anglesola (Bellpuig, 1467 - Napels, 10 maart 1522) was een Catalaanse generaal en diplomaat. Hij was ook onderkoning van Sicilië en Napels.

## Biografie
Ramón de Cardona werd geboren in een rijke en machtige Catalaanse adellijke familie afkomstig uit Cardona. In 1502 werd hij benoemd tot hertog van Soma. Drie jaar later was hij als admiraal betrokken bij de verovering van Mers-el-Kébir. Koning Ferdinand II van Aragon benoemde De Cardona tot onderkoning van Sicilië. Hij bleef in die functie maar twee jaar in dienst, want in 1509 werd hij benoemd tot onderkoning van Napels. Onder zijn leiding deed de inquisitie haar intrede in Napels.
In 1511 werd hij benoemd tot opperbevelhebber in de Oorlog van de Liga van Kamerijk. In tijde van strijd gaf hij het bestuur over aan zijn vrouw Isabella de Requesens. Hij was als bevelhebber erg succesvol tegen Gaston van Foix-Nemours in de Slag bij Ravenna. Daarna legde hij het beleg op voor Prato en na de inname werd de bevolking afgeslacht. Hij was opnieuw succesvol in de Slag bij La Motta, maar hij kon niet voorkomen dat de Venetianen en de Fransen zich verenigden in de Slag bij Marignano.
Na de dood van paus Julius II en de intrede van Frans I van Frankrijk op het slagveld werd De Cardona teruggeroepen naar Spanje. Hij werd daar benoemd tot graaf van Alvito in Italië. In 1519 werd hij door de nieuwe Spaanse koning, Karel I, benoemd tot groot-admiraal van Napels. Drie jaar later stierf hij in Napels en werd begraven in zijn geboorteplaats Bellpuig.